# Bezirk Rucava
Der Bezirk Rucava (Rucavas novads) war ein Bezirk in Lettland, der von 2009 bis 2021 existierte. Bei der Verwaltungsreform 2021 wurde der Bezirk aufgelöst, seine Gemeinden gehören seitdem zum Bezirk Dienvidkurzeme.

## Geographie
Das Bezirksgebiet lag im äußersten Südwesten des Landes an der Ostsee und der Grenze zu Litauen.

## Bevölkerung
2009 wurde aus den Gemeinden Rucava und Dunika ein Bezirk gegründet. 2010 waren 1998 Einwohner gemeldet, 2020 nur noch 1451.

## Nachweise
1. ↑  Vides aizsardzības un reģionālās attīstības ministrija (Ministerium für Naturschutz und Regionalentwicklung), Karten und Auflistung der Verwaltungseinheiten, abgerufen am 17. Juli 2021
2. ↑  Bevölkerung der Regionen, Städte und Bezirke, Centrālā statistikas pārvalde (Statistisches Amt der Republik Lettland), abgerufen am 10. April 2021.